# Arte Rupestre Gran Mural
Arte Rupestre Gran Mural, consiste en un arte rupestre con un estilo particular a nivel mundial principalmente por sus grandes dimensiones y altura de los mismos denominado así por Harry W. Crosby, las cuales son pinturas prehistóricas tanto de seres humanos como de otros animales, normalmente de gran mayor, bastante mayor que el natural, en las paredes y techos de refugios rocosos naturales en las montañas del norte de Baja California Sur y el sur de Baja California, México, que está incluido en la Lista del Patrimonio Mundial de la UNESCO encontrándose éstos mayormente concentrado este grupo de monumentos o pinturas monumentales en el sitio denominado Pinturas Rupestres de la Sierra de San Francisco. 

## Distribución
Los Grandes Murales de arte rupestre, se localizan en al menos 200 lugares distribuidos en 12,000 kilómetros cuadrados que van desde el Valle de los cirios y la sierra de San Borja, como parte del también están registrados como parte del Arte Rupestre de Baja California al norte del paralelo 28 hasta la de Guadalupe, como parte del arte rupestre en Baja California Sur pasando por las sierras San Francisco, San Juan, en la parte central de la península de Baja California. Al norte y al sur, su lugar lo ocupan otros estilos de arte rupestre menos espectaculares. También en el área de los Grandes Murales se encuentran pictografías y petroglifos pertenecientes a otros estilos.
Los Grandes Murales se encuentran dentro del territorio etnohistórico de los Cochimí, y se los ha vinculado comúnmente con el Complejo o Cultura Comondú, de la prehistoria tardía, aunque los Cochimí negaron a los misioneros jesuitas del siglo XVIII que fueran responsables de las pinturas. Estudios recientes de radiocarbono, tanto en materiales recuperados de depósitos arqueológicos en los abrigos rocosos como en materiales en las propias pinturas, han sugerido que los Grandes Murales pueden tener un rango de tiempo que se remonta a hace 9,000 años como lo es la Cueva del Palmarito y 7,500 la de San Borjita.

## Interpretaciones
No existe consenso sobre las motivaciones que llevaron a la pintura de los Grandes Murales. Entre los contextos sugeridos para su producción se encuentran la magia de la caza, la guerra, las huellas de los chamanes, el control del clima y la veneración de los antepasados.

## Los registros
La existencia de los Grandes Murales fue advertida por los misioneros jesuitas José Mariano Rotea y Francisco Escalante en el siglo XVIII. En 1728, se fundó por los misioneros jesuitas, la misión de San Ignacio Kaddakaaman, 50 km al sur del área rupestre. En este lugar, al oeste, se localiza un grupo de abrigos con pinturas rupestres denominadas “Cuesta San Pablo I, II, III, y IV”, y la 140 al sureste, la misión de Santa María de Mulegé lo que hace suponer que los religiosos y conquistadores de la Nueva España, ya conocían sobre las pinturas rupestres estilo Gran Mural.
Los primeros estudios científicos fueron realizados entre 1889 y 1913 por un naturalista francés, Léon Diguet. 
Erle Stanley Gardner, escritor estadounidense, exploró el área, desde 1948 y hasta 1969 y registró en al menos 9 libros, la península de Baja California y las pinturas rupestres del estilo Gran Mural, quién ya se había equipado para tales efectos y en 1962, se hizo acompañar del arqueólogo de UCLA Clement W. Meighan. Cuando falleció Erle, solicitó que sus cenizas fueron esparcidas en Baja California, y así se hizo.
El periodista mexicano Fernando Jordán y los arqueólogos Barbro Dahlgren y Javier Romero informaron sobre los sitios de los Grandes Murales a principios de la década de 1950.
Los Grandes Murales se hicieron conocidos en Estados Unidos gracias a un artículo de la revista Life de 1962 escrito por el escritor de novelas de misterio Erle Stanley Gardner. Desde entonces, numerosos investigadores han documentado y analizado los lugares. 
En 1972, Crosby, fotógrafo norteamericano, recorrió y registró unos 200 sitios, en un área de unos 12,000 km2, junto con el mexicano Enrique Hambleton von Borstel, quienes publicaron 2 libros. Por Crosby “The cave painting of Baja California" en 1975 y “La pintura Rupestre de Baja California” por Enrique Hambleton en 1979. A partir de ahí se detonó el interés nacional e internacional, así como la publicación de información relativa a los sitios. 
Eve Ewing ha estado estudiando el arte durante 50 años y ha realizado más de cien viajes para ver las diferentes pinturas. Particularmente notables han sido las extensas contribuciones de Clement W. Meighan, Campbell Grant, Harry W. Crosby, Justin R. Hyland y María de la Luz Gutiérrez.

## Estilos
Dentro del estilo Gran mural se han definido 5 variantes o estilos que son:
- San Borja, en la sierra del mismo nombre donde destaca el Rojo oscuro sobre granito
- San Francisco con figuras realistas a gran escala generalmente rellenas en rojo o negro y bicolores
- San Borjitas, al noreste de la sierra de Guadalupe donde dominan figuras humanas de cuerpo “bulboso” y relleno con distintos patrones
- Trinidad, en el sureste de la sierra de Guadalupe con figuras realistas rellenas de líneas conectadas y e) el semi abstracto con abstracto y
- Esquemático en el extremo sur de la misma sierra de Guadalupe.[3]

## Características
Composición gráfica. El arte rupestre de esta zona, es monocromático o policromado. El rojo y el negro fueron los colores más utilizados, pero también aparecen el blanco, el rosa, el naranja y el verde.
Las figuras más comunes son humanos y ciervos, pero también se representan una variedad de otros animales, como conejos, borregos cimarrones, pájaros, peces y serpientes. Las imágenes humanas a menudo incluyen tocados estilizados. Una minoría de imágenes humanas se muestran con características sexuales, como genitales masculinos o pechos femeninos. Una minoría de imágenes humanas y animales están superpuestas con representaciones de proyectiles (presumiblemente flechas o dardos átlatl).
Las imágenes son esencialmente siluetas, sin detalles representativos dentro de sus contornos. En su lugar, se utilizan patrones geométricos como rayas o bandas de diferentes colores. Se emplea una perspectiva dorsal/ventral (de frente) para los humanos, las tortugas, los pájaros y la mayoría de los peces, mientras que se utiliza una perspectiva lateral para los ciervos y la mayoría de los demás animales.
Hay que hacer notar que además de las grandes dimensiones, otra característica de estas pinturas, es que están superpuestas unas sobre otras, y de una época sobre otra época más tardía. Algunos murales parecen mostrar una composición intencional en la disposición de múltiples imágenes, pero en muchos casos las figuras parecen haber sido pintadas individualmente, sin tener en cuenta otras imágenes cercanas (o subyacentes).
Funcionalidad. Las cuevas pintadas han sido consideradas, según las diferentes funciones en esa sociedad.
La antigüedad de las pinturas, data desde la época del arcaico temprano de 9,000 años como la cueva del Palmarito, hasta el arcaico tardío de 295 años como la cueva del Ratón. Así encontramos que San Borjita es de una antigüedad de 7,500 años, en el Ratón se encuentran otras 3 distintas antigüedades de 5290, 4845 y 1325; En la palma de 3245, San Gregorio de 2985.
Turismo. Para visitar las Galerías de Santa Teresa se requiere acampar en zonas autorizadas por el INAH, unos tres días, quienes buscan proteger el frágil equilibrio del entorno, y preservar la belleza natural, y para ello hay varios ranchos y servicios muy básicos, que existen para los turistas. En un recorrido los transporta a lo profundo de la sierra y a lo inhóspito, que no es apto para cualquiera, ya que son senderos escarpados, en mula, con las inclemencias de un clima seco extremo y caminatas bajo el sol, aunque quienes aprecian la riqueza prehistórica, les será una gran experiencia. El Museo de las Pinturas Rupestres de San Ignacio, está disponible para quienes no van al sitio y se encuentra en el pueblo de Mulegé.